# Konsumkapitalismus
Der Konsumkapitalismus (englisch consumer capitalism) ist ein Konzept der Politikwissenschaften. Er sieht die Nachfrage nach Gebrauchsgütern im Mittelpunkt der kapitalistischen Wirtschaft. Kernannahme ist, dass der Verbraucher verführt und manipuliert wird. Der Begriff ist von dem zentralen wirtschaftswissenschaftlichen Konzept der Konsumentensouveränität abzugrenzen, in dem die indirekte Steuerung der Wirtschaft durch die als souverän begriffenen Kaufentscheidungen der Konsumenten beschrieben wird.

## Thesen
Der US-amerikanische Politikwissenschaftler Benjamin Barber skizziert den Konsumkapitalismus wie folgt: „Früher produzierte man Waren, um Bedürfnisse zu befriedigen; heute produziert man Bedürfnisse, um Waren zu verkaufen.“. Nach Aussagen von Barber lösen sich soziale Bindungen im Konsumkapitalismus auf. Der Kapitalismus schicke sich an, über die Demokratie zu siegen. Der Konsument sei an diesem Prozess der Entdemokratisierung beteiligt, indem er seine persönliche Identität auf Markengläubigkeit und Lifestyle gründe und immer weniger am politischen Prozess partizipiere. Dabei sei es im Konsumkapitalismus besonders entscheidend, Kinder in Konsumenten zu verwandeln und erwachsene Konsumenten in Kinder zu verwandeln, was den Kindern einerseits die Kindheit raube und Erwachsene wiederum durch kindlich-impulsives Konsumverhalten auch das Interesse an politischer Partizipation nehme.
Eine ähnliche Position vertritt der Soziologe Zygmunt Bauman, der davon ausgeht, dass sich im heutigen Kapitalismus die „Gesellschaft der Produzenten“ zur „Gesellschaft der Konsumenten“ verändert hat.
Aus der Sicht des Sozialökologen Rudolf Bahro wird im Konsumkapitalismus eine „Erzeugungsschlacht“ geführt, die bei den Menschen zu künstlich erzeugten kompensatorischen Bedürfnissen führt.
Der Sozialkritiker Burkhard Bierhoff geht davon aus, dass der auf der Massenproduktion gründende Kapitalismus sich durch den Konsum stabilisiert, dessen Funktion darin besteht, die produzierten Waren nach dem Kauf möglichst schnell zu entwerten und zu vernichten, damit weiter produziert und eine neue, angeblich verbesserte Produktgeneration auf den Markt geworfen werden kann. Das Warenangebot im Konsumkapitalismus übersteige bei weitem einen Bedarf, der aus der Sicht einer nachhaltigen Produktion sinnvoll erscheint.
Der Konsumkapitalismus wird auch von Chandran Nair infrage gestellt, da er die weltweite Ausweitung des Massenkonsums – besonders in China und Indien – mit der zunehmenden Verknappung nicht erneuerbarer Ressourcen in Betracht zieht. Aus ökologischen Gründen seien dem Konsumkapitalismus deshalb enge Grenzen gesetzt. Als ein weltweites Modell für den Konsum aller Menschen erscheine er als ungeeignet, da er ein Kollapsmodell des Wirtschaftens statt eines Kreislaufmodells darstelle. Deshalb plädiert Paul Hawken für einen Öko-Kapitalismus oder „natural capitalism“. Besonders durch Werbe- und Marketing-Strategien werde der Verbraucher in einer bewussten und koordinierten Weise manipuliert. Das Kaufen, auch von unsinnigen Gütern, werde in einem sehr großen Maßstab zum Vorteil von Produzenten und Verkäufern gefördert.

## Kritik
Die Theorie des Konsumkapitalismus ist umstritten, da sie davon ausgeht, dass die Manipulation der Nachfrage des Verbrauchers zu einer starken Zwangswirkung führt. Damit steht diese Position im deutlichen Gegensatz zum Konzept der Konsumentensouveränität. Während die Konsumgesellschaft eine überwiegend neutrale Begriffsbestimmung beinhaltet, behauptet die an das Konzept des Konsumkapitalismus gebundene kapitalismuskritische Stellungnahme auch im fortgeschrittenen Kapitalismus andauernde Prozesse der Entfremdung und Ausbeutung.